# Ильинское (Лотошинский район)
Ильи́нское — деревня в Лотошинском районе Московской области России.
Относится к сельскому поселению Микулинское, до реформы 2006 года относилась к Введенскому сельскому округу. По данным Всероссийской переписи 2010 года численность постоянного населения составила 29 человек (15 мужчин, 14 женщин). Код ОКТМО — 46 629 416 156.

## География
Расположена в южной части сельского поселения, примерно в 11 км к северу от районного центра — посёлка городского типа Лотошино, на правом берегу реки Руссы, впадающей в Лобь. Менее, чем в 1 км к востоку, проходит автодорога Р90. Соседние населённые пункты — деревни Сельменево, Могильцы и Калистово.

## Исторические сведения
По сведениям 1859 года — деревня Калицинского прихода, Микулинской волости Старицкого уезда Тверской губернии в 40 верстах от уездного города, на возвышенности, при реке Русце, с 19 дворами, 2 прудами, 3 колодцами и 312 жителями (151 мужчина, 161 женщина).
В «Списке населённых мест» 1862 года Ильинское — владельческое сельцо 2-го стана Старицкого уезда по Волоколамскому тракту в город Тверь, при реке Рузце, с 26 дворами и 224 жителями (106 мужчин, 118 женщин).
В 1886 году — 43 двора и 260 жителей (127 мужчин, 133 женщины). В 1915 году насчитывалось 46 дворов.
После литовского разорения, вместо прежней церкви, здесь была построена деревянная деревенская часовня Илии Пророка, приписанная к храму в Калицыне (дата постройки — не позже XIX века). Закрыта в 1935 году и позже разобрана.
С 1929 года — населённый пункт в составе Лотошинского района Московской области. До 1939 года — центр Ильинского сельсовета.

## Население
| 1859 | 1886 | 2002 | 2006 | 2010 |
| ---- | ---- | ---- | ---- | ---- |
| 224  | ↗260 | ↘28  | →28  | ↗29  |